# Конгер, Джек
Джон Пит Конгер (англ. John Peet Conger; род. 26 сентября 1994) — американский пловец, специализирующийся в баттерфляе и вольном стиле.  
Олимпийский чемпион в эстафете 4×200 м вольным стилем на Олимпийских играх 2016 в Рио-де-Жанейро.  

## Ранние годы
Джон Конгер родился 26 сентября 1994 года. Он вырос в Роквилле, штат Мэриленд, где занимался плаванием в клубе Rockville-Montgomery под руководством главного тренера Сью Чен.  
Позже Конгер учился и выступал за католическую школу Our Lady of Good Counsel в районе Вашингтона, округ Колумбия. В выпускном сезоне на чемпионате Metro 2013 года он установил новый национальный рекорд среди школьников на дистанции 500 ярдов вольным стилем, улучшив предыдущее достижение на три секунды и показав время 4:13.87. Прежний рекорд (4:16.39), принадлежавший Джеффу Костоффу, был самым старым школьным рекордом, установленным ещё в 1983 году.  
Конгер также является действующим рекордсменом среди независимых школ США в плавании на 100 ярдов вольным стилем с результатом 42.81 секунды.

## Карьерa в плавании
На Чемпионате США по плаванию 2012 года в Индианаполисе Конгер завоевал серебро в плавании на 200 метров на спине с результатом 1:58,14. На Олимпийских отборочных соревнованиях США по плаванию 2012 года Конгер не вошел в сборную США, заняв 8-е место на 100 метров на спине и 5-е место на 200 метров на спине с результатами 54,63 и 1:58,97 соответственно. На Чемпионате Юниорской Пан-Тихоокеанской лиги по плаванию 2012 года Конгер побил национальный рекорд возрастной группы (NAG) среди 17–18 лет на дистанции 100 метров на спине с победным временем 54,07. Он также завоевал еще две золотые медали на 200 метров на спине (1:57,20), 50 метров вольным стилем (22,69) и одну бронзовую медаль на 100 метров вольным стилем (49,84).
На Летней Универсиаде 2013 года в Казанье Конгер, выступая в качестве дебютанта, завоевал золотую медаль на дистанции 200 метров на спине с результатом 1:55,47 и бронзовую медаль в составе команды США в комбинированной эстафете 4×100 метров. Джек также выступил на дистанции 100 метров баттерфляем и занял 6-е место в финале.
Джек получил спортивную стипендию для обучения в университете, где плавал за команду Texas Longhorns мужской команды по плаванию и прыжкам в воду под руководством тренеров Эдди Риза и Криса Кубика. 25 февраля 2015 года Конгер установил рекорд Америки и США Open на 200 ярдов баттерфляем с результатом 1:39,31 во время тайм-триала на Чемпионате Big 12 2015 года.

## Летние Олимпийские игры 2016 года
Джек представлял США на Олимпийских играх 2016 года в Рио, квалифицировавшись через отборочные соревнования, где завоевал бронзу на дистанции 200 метров вольным стилем. На Олимпиаде Конгер плавал в предварительных заплывах эстафеты 4×200 метров вольным стилем и обеспечил квалификацию в финал с быстрым временем последнего 50-метрового отрезка (26,83). Несмотря на то, что Конгер показал самое быстрое время на последнем отрезке в 50 метров среди американской команды в предварительных заплывах, он не был включен в состав команды, которая участвовала в финале. Команда выиграла финал, и это также принесло Конгеру золотую медаль.